# Antonio Ciseri
Antonio Ciseri (25. října 1821, Ronco sopra Ascona – 8. března 1891, Florencie) byl švýcarsko-italský malíř, známý hlavně obrazy na náboženská témata.
Narodil se ve švýcarském Ticinu. Roku 1833 odešel studovat výtvarné umění do Florencie, mezi jeho učiteli byli Pietro Benvenuti a Giuseppe Bezzuoli. V Itálii se trvale usadil a sám brzy rovněž začal učit, mezi jeho žáky patřili Silvestro Lega, Alcide Segoni, Andrea Landini a Raffaello Sorbi.

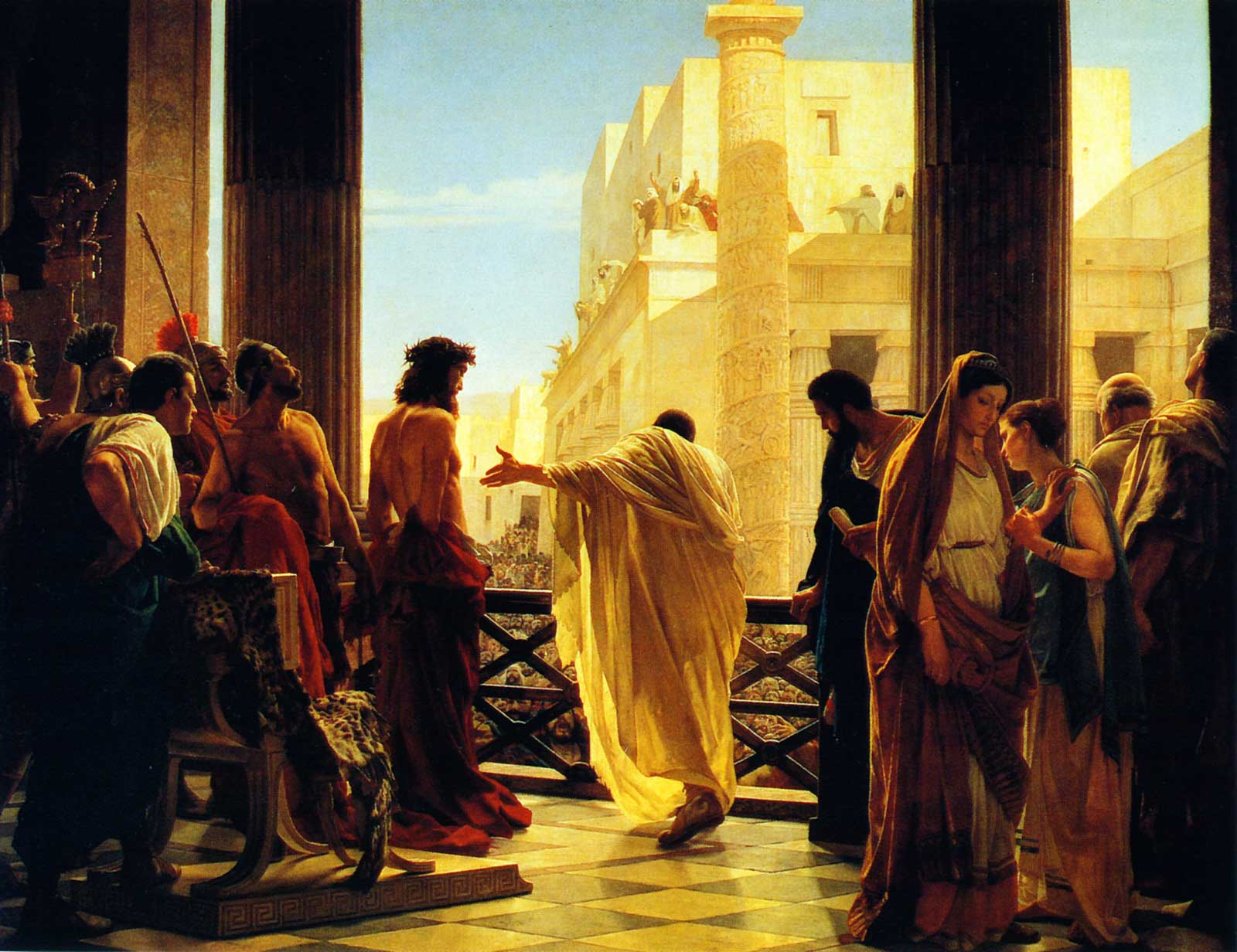
Antonio Ciseri: Ecce homo, 1871

Ciseri používal raffaelovskou kompozici obrazů, jež však prováděl s téměř fotografickou realističností. Získal řadu důležitých zakázek pro kostely v Itálii a Švýcarsku.